# Air-Wisconsin-Flug 965
Der Air-Wisconsin-Flug 965 (Flugnummer IATA: ZW965, ICAO: AWI965, Funkrufzeichen: WISCONSIN 965) war ein regionaler inländischer Linienflug der Air Wisconsin vom Outagamie County Municipal Airport zum Lincoln Municipal Airport mit einem planmäßigen Zwischenstopp auf dem Minneapolis-Saint Paul International Airport. Am 12. Juni 1980 wurde der Flug mit einer Fairchild Swearingen SA226-TC Metro II durchgeführt. Die Maschine wurde auf dem Flug in eine Zone mit extremen Wetterbedingungen geflogen, woraufhin es aufgrund von Starkregen zu einem Flammabriss an beiden Triebwerken kam, infolgedessen die Piloten die Kontrolle über die Maschine verloren. Bei dem Unfall starben 13 der 15 Personen an Bord, nur zwei Passagiere überlebten. Es handelte sich um den ersten Flugunfall mit einer Swearingen Metro mit Todesopfern.

## Maschine
Das Flugzeug war eine 1976 gebaute Fairchild Swearingen SA226-TC Metro II mit der Werknummer TC-228. Die Maschine wurde am 3. Januar 1977 mit dem Luftfahrzeugkennzeichen N650S an die Air Wisconsin ausgeliefert. Das zweimotorige Regionalverkehrsflugzeug war mit zwei Turboproptriebwerken des Typs Garrett TPE331-3VW-303G ausgestattet.
Bis zum Zeitpunkt des Unfalls hatte die Maschine eine Gesamtbetriebsleistung von 8.055 Betriebsstunden absolviert.

## Insassen
Den Flug auf dem zweiten Flugabschnitt von Minneapolis nach Lincoln hatten 13 Passagiere angetreten. Es befand sich eine zweiköpfige Besatzung an Bord, bestehend aus einem Flugkapitän und einem Ersten Offizier. Auf dem Regionalflug waren keine Flugbegleiter vorgesehen. Der 37-jährige Flugkapitän Peter A. Grab war am 3. Oktober 1972 durch Air Wisconsin eingestellt worden. Er verfügte über 8.391 Stunden Flugerfahrung, von denen 6.000 Stunden auf die Swearingen Metro entfielen. Der 28-jährige Erste Offizier Nicholas Gallmeister gehörte seit dem 11. März 1980 Air Wisconsin an. Er konnte 4.063 Stunden Flugerfahrung vorweisen, von denen 143 Stunden auf die Swearingen Metro entfielen.

## Unfallhergang

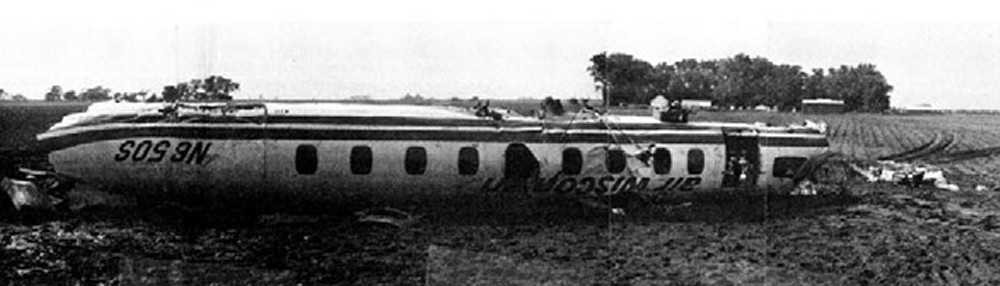
NTSB-Foto von Air Wisconsin-Flug 965

Die Maschine hob um 12:45 Uhr in Appleton ab und landete um 14:02 Uhr in Minneapolis. Um 14:20 Uhr erfolgte der Start zum Weiterflug nach Lincoln. Während sie eine Zone mit moderaten Turbulenzen und moderatem Niederschlag durchflogen, erhielten die Piloten die Anweisung, die Reiseflughöhe von 12.000 Fuß zu verlassen und auf 8.000 Fuß zu sinken. Um 15:36 Uhr erteilte die Anflugkontrolle von Omaha eine Freigabe zum Sinkflug auf 6.000 Fuß. Da die Turbulenzen zu diesem Zeitpunkt zunahmen, wurde gleich ein Sinkflug auf 4.000 Fuß und dann auf 3.000 Fuß angewiesen. Während die Maschine sich in einer Höhe von 6000 Fuß im Sinkflug befand, fielen aufgrund eines erheblichen Wassereintritts beide Triebwerke etwa zeitgleich aus. Die Maschine verlor an Höhe. Es gelang den Piloten zwar, die Triebwerke erneut zu starten, jedoch konnten sie die Maschine vor dem Aufprall auf dem Boden nicht mehr abfangen. Die Metro prallte mit einer leicht nach unten ausgerichteten Flugzeugnase und einem rechtswertigen Rollwinkel in ein matschiges Feld, sprang hoch und schlug 288 Fuß weiter erneut auf. Sie überschlug sich und schlitterte weitere 1.022 Fuß weit, ehe sie auf der Rumpfoberseite zum Stehen kam. Die beiden Piloten sowie 11 der 13 Passagiere kamen dabei ums Leben. 

## Ursache
Das National Transportation Safety Board übernahm nach dem Unfall die Ermittlungen zur Unfallursache. Der Abschlussbericht wurde am 9. Dezember 1980 veröffentlicht. Ermittler sahen das bewusste Einfliegen mit der Maschine in eine Zone mit schweren Gewittern als unfallursächlich an, weil dadurch die Maschine schweren Niederschlägen ausgesetzt war, die zu einem totalen Triebwerksausfall in einer Höhe führten, aus der sich die Maschine nicht mehr abfangen ließ. Als beitragenden Faktor führten die Ermittler an, dass die Piloten nicht alle verfügbaren Quellen genutzt hatten, um Wetterinformationen zu erhalten. Als beitragende Faktoren sahen die Ermittler das Versäumnis der Flugverkehrsmanagements an, vor extremen Wetterverhältnissen zu warnen. Das Wetterradar der Maschine sei zudem nicht in der Lage gewesen, Zonen mit auch nur moderatem Niederschlag zu durchdringen, weshalb den Piloten nicht bewusst war, welch ein Starkregen sie entlang ihrer Flugroute erwartete.